# كولن غونزالفز
كولن غونزالفز (بالإنجليزية: Colin Gonsalves)‏ هو محامي وناشط حقوق الإنسان هندي، ولد في 24 مايو 1952.

## روابط خارجية
- كولن غونزالفز على موقع مونزينجر (الألمانية)